# 巴爾米木
巴爾米木（学名：Balmea stormiae）是一種分佈在薩爾瓦多、瓜地馬拉、洪都拉斯及墨西哥的茜草科植物。花朵呈腓紅色，在墨西哥整棵樹會作為聖誕樹出售。由於其數量已大幅下降，現正處於瀕危。

## 特徵
巴爾米木高4-7米，樹皮光滑及呈綠紫色。硬木是白色的。葉子闊及尖，在樹枝上聚集成一簇。雌雄同體的花朵呈腓紅色，略帶有紫色。花朵盛開時會轉為深紫色。晚上花朵會傳出甜香味。
果實直立，長約2.5厘米，在頂端分成兩囊。種子有網狀的翼，翼長約4毫米。
巴爾米木於8-10月開花，果實於12-1月間成熟。

## 分類
巴爾米木的近親有Cosmibuena及Blepharidium。

## 外部連結
- 巴爾米木的乾葉 （页面存档备份，存于）